# Beffroi de Sancerre
Le Beffroi de Sancerre est un ancien beffroi située dans la ville de Sancerre, dans le département français du Cher.

## Histoire
Il fut élevé en 1409. Après la prise de la ville par l'armée royale en 1573, pendant les guerres de religion, il fut privé de son horloge et de sa cloche, symboles des franchises municipales.
Le beffroi des échevins de Sancerre est devenu le clocher de l'église Saint-Jean de Sancerre.
Le beffroi est classé au titre des monuments historiques en 1913.